# Computer Supported Cooperative Work
Il CSCW (Computer Supported Cooperative Work, lavoro cooperativo assistito dal computer) è un campo di ricerca multidisciplinare il cui scopo è lo studio dei modi in cui il lavoro in team, o più in generale la cooperazione fra esseri umani, possa essere resa più efficace dagli strumenti informatici. I prodotti software che più direttamente si ispirano ai risultati e alle proposte di quest'area di ricerca sono detti groupware. Sebbene alcuni chiamino sistemi CSCW i prodotti groupware, identificare i due concetti è riduttivo per la comprensione del CSCW, che comprende anche ricerche e risultati di natura squisitamente sociologica, psicologica e così via.

## Storia
Come origine del CSCW viene solitamente citata l'opera pionieristica di Douglas Engelbart, che alla fine degli anni sessanta progettò oN Line System (NLS), oggi considerato il primo sistema groupware. Engelbart, a sua volta, si ispirò in parte alle considerazioni di Vannevar Bush, che già nel 1945 aveva predetto l'avvento di un sovraccarico di informazione da cui la comunità scientifica internazionale si sarebbe dovuta difendere facendo ricorso a tecnologie di gestione e condivisione delle informazioni.
Negli anni ottanta, una serie di fattori tecnologici e sociali portarono a una rapida crescita di interesse per i sistemi informatici di supporto all'attività cooperativa. Da una parte, la diffusione dei personal computer negli uffici e la loro successiva connessione in rete fornirono una base tecnologica adeguata a questa nuova categoria di sistemi. Contemporaneamente l'aumento generalizzato di competitività nel mercato fece sorgere la necessità di nuove forme di organizzazione del lavoro, al prezzo di una aumentata complessità e dinamicità dei rapporti di cooperazione. In questo contesto nacque l'interesse per una nuova forma di software che assistesse ogni forma di cooperazione e di attività sociale, e lo facesse in modo talmente profondo che software e processi sociali si sarebbero "fusi", trasformandosi in groupware.
Fra le discipline scientifiche e i campi di ricerca che furono coinvolti dall'interesse per le possibilità offerte dal supporto tecnologico all'attività sociale e cooperativa vi furono, per esempio, l'automazione d'ufficio, i fattori umani, l'organizzazione scientifica del lavoro, la teoria del management, ma anche la sociologia, la psicologia e l'antropologia. Nel 1984, riconoscendo la nascita di interessi comuni in questi diversi contesti, Irene Greif del MIT e Paul Cashman della DEC diedero vita al primo workshop di quel nuovo campo di ricerca, intrinsecamente multidisciplinare, che essi stessi battezzarono Computer Supported Cooperative Work (CSCW). Sotto la bandiera del CSCW si formò rapidamente una comunità scientifica di considerevoli dimensioni che entro la fine del decennio diede vita ai primi tre convegni internazionali (nel 1986, nel 1988 e nel 1989). Da allora si tengono annualmente conferenze internazionali sul CSCW, ad anni alterni in Europa e in Nordamerica.

## L'influsso del CSCW sull'informatica in generale
Dalla metà degli anni ottanta (data di nascita del CSCW) lo scenario dell'information technology è radicalmente mutato. L'accessibilità su vasta scala di Internet e delle reti di computer in generale, e il modo in cui queste sono andate a influire sull'organizzazione del lavoro a tutti i livelli, ha fatto sì che il supporto per i processi collaborativi sia diventato caratteristica fondamentale e permeante di praticamente qualsiasi sistema informatico. Molti degli strumenti informatici che oggi sono diventati di uso quotidiano, tuttavia, sono stati inizialmente teorizzati proprio dalla ricerca sul CSCW. Esempi evidenti sono per esempio lo scambiare contenuti multimediali introdotti nella posta elettronica e i forum di discussione. La stessa struttura di wikipedia si può far risalire al journal del sistema NLS di Engelbart.